# 어맨다 레이턴
어맨다 레이턴(영어: Amanda Leighton, 1993년 6월 7일 ~ )은 미국의 배우이다. 리부트판 《파워퍼프걸》에서 블러섬 역을, 《앰피비아》에서 폴리 역을 연기했다.
프레즈노에서 태어났다.

## 방송
- 더 포스터스 시즌2
- 더 포스터스

## 영화
- 킬링 게임 (2013년)